# Moteur Ericsson
Le moteur Ericsson est un moteur à combustion externe suivant le cycle thermodynamique d'Ericsson. Il est anciennement connu sous le nom de moteur à air chaud. Le fonctionnement de ce moteur thermique nécessite une source chaude et une source froide externes au contact d'échangeurs. Les soupapes présentes contrôlent l'écoulement du fluide de travail (en phase gazeuse) entre deux chambres : le compresseur et le détendeur. 
De performances théoriques identiques au moteur Stirling, les technologies de production du XXIe siècle s'inspirent largement de ce moteur. Elles associent notamment de nouveaux développements pour réduire les émissions de polluants ou agir sur la consommation d'énergie par la valorisation de chaleur fatale industrielle, soutenant ainsi la démarche d'efficacité énergétique.

## Historique
John Ericsson est à l'origine de plusieurs types de moteurs, dont plusieurs à apport de chaleur externe. Plus de neuf variantes (à cycles de Joule, Stirling, Diesel...) sont référencées par certains auteurs, mais seul un moteur réalise le cycle d'Ericsson.

## Différents moteurs Ericsson

### M1833

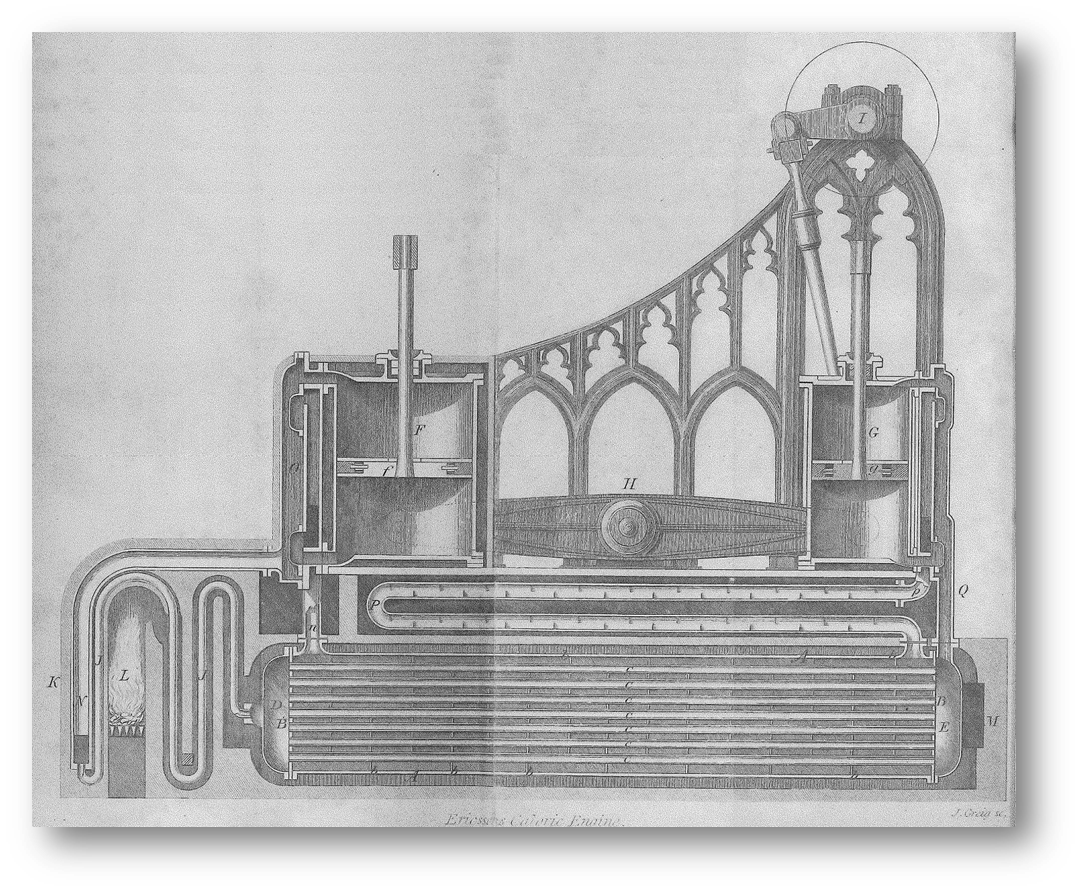
Représentation du M1833.

Breveté par John Ericsson en 1833 (brevet anglais no 6409/1833), ce moteur a été produit en un seul exemplaire, d'une puissance 3,7 kW (5 ch) à 55 tours par minute. La pression en sortie de compresseur et dans l'échangeur chaud est de 3,7 atmosphères. Celle en sortie de détendeur et d'échangeur froid s'élève à une atmosphère. La température en entrée du cylindre de détente est de 525 °C, pour une sortie de 276 °C et une sortie de cylindre de compression à 153 °C.
Le rendement du M1833 se situe entre 5 et 10 % (8,7 % selon Ivo Kolin).
L'évolution des températures permet de constater une élévation en sortie du cylindre de compression et un refroidissement en sortie du cylindre de détente, ce qui indique une évolution adiabatique et, donc, la réalisation d'un cycle de Joule.
Ce moteur ne semble pas avoir survécu.

### M1851/M1853

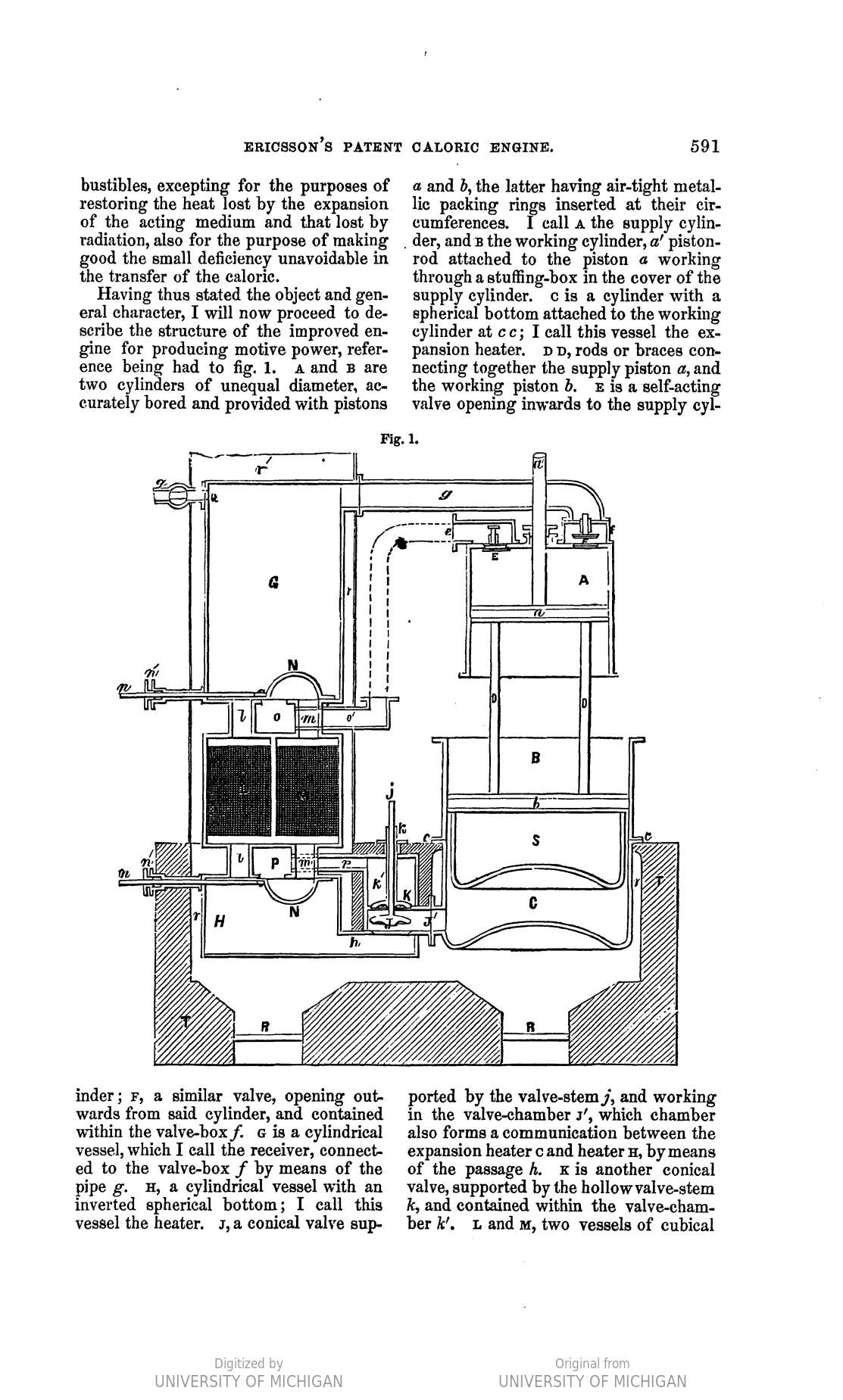
Gravure du M1851 par Daniel Appleton.

La première représentation connue du moteur est publiée, en 1851, dans l'Appleton’s mechanics' magazine and engineers' journal, qui décrit le brevet déposé par John Ericsson et portant sur un moteur calorique. La deuxième représentation du moteur est attribuée à William Johnson pour The Imperial Cyclopaedia of Machinery, en 1853. Compte tenu de la qualité de cette gravure et de sa disponibilité, plusieurs sources auraient été enclines à considérer l'année 1853 comme étant celle de l'apparition du moteur[réf. nécessaire].
Il semblerait que deux exemplaires aient été réalisés (un sur le sol américain, aux États-Unis et un testé en France), ainsi qu'une version multi-cylindres pour le navire Ericsson. Le moteur testé en France a produit 2 à 3 kW entre 30 et 50 tours par minute. Ses dimensions étaient plus importantes que celles du M1833, en raison de la présence d'un cylindre de détente de diamètre 1 504 mm et de compression de 1 240 mm avec course identique de 230 mm.
Les températures dans la machine sont les suivantes :
- le cylindre de compression est à l'admission 85,5 °C et en sortie 146,4 °C ;
- le foyer est à 343 °C ;
- le cylindre de détente est à l'admission 311,4 °C et en sortie 244 °C.

La pression dans le moteur est de 1,4 à 1,65 atmosphère en sortie de compresseur, dans le réservoir et à l'admission.
Le rendement minimum du M1851 est calculé comme étant de 2,45 %.
Aucun des moteurs ne semble avoir survécu.
Le cycle thermodynamique décrit par le fluide utilisé dans le M1851 est appelé le cycle d'Ericsson.

### Autres moteurs, M1858, Stirling/Ericsson
Plusieurs autres représentations de moteurs sont attribuées à John Ericsson, cependant la rareté des gravures d'époques ne permet aucunement d'attester de la paternité réelle de ces machines. De plus, dans ses mémoires, ce dernier ne livre aucun détail sur ses machines, certainement inquiet de dévoiler des informations à ses concurrents. Cette partie est encore réduite dans ses mémoires, éclipsée par le succès d'autres réalisations majeures, telles que son navire USS Monitor, premier cuirassé, ainsi que par des travaux de sa fin de vie sur le rayonnement et sa détermination. 

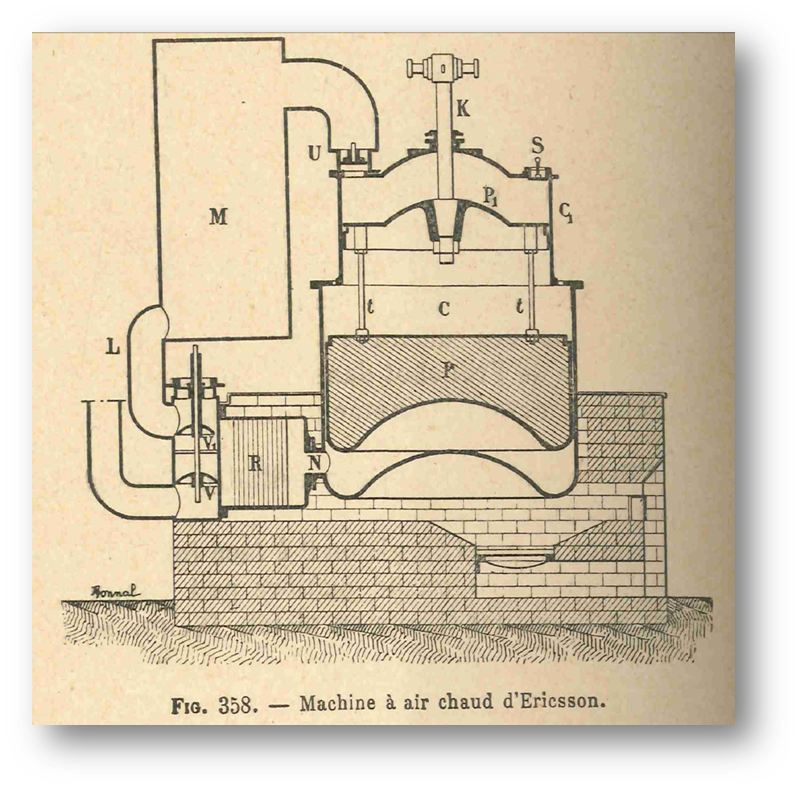
Gravure de 1899 d'un moteur Ericsson M1851 avec régénérateur de type Stirling.

#### Version erronée du moteur de 1851
En 1899, dans son livre Machines à vapeur et machines thermiques diverses, J. Dejust intègre une gravure du moteur d'Ericsson avec un régénérateur utilisé après les soupapes. Cette version semble n'avoir jamais existé et résulterait d'une confusion entre les machines de Stirling et d'Ericsson.

#### M1858
Le 14 décembre 1858, John Ericsson obtient le brevet d'une nouvelle machine, dont la fumée est utilisée à l'intérieur du moteur. Il s'agit ici du premier véritable succès commercial d'un moteur par John Ericsson. La fabrication s'étend aux États-Unis et au Canada (par exemple Charles Pierson[pas clair]) et apparaît sous licence dans plusieurs pays européens (Allemagne, Royaume-Uni...). Plus de 3 000 exemplaires seront produits. Quelques machines ont survécu et sont encore visibles dans des musées (Cnam de Paris, Deutsches Museum ou dans des collections privées).

#### Moteur à cylindre Stirling
À partir de 1878[réf. souhaitée], John Ericsson s'intéresse à une solution utilisant un cycle de Stirling avec un déplaceur et élabore un nouveau moteur, en partenariat avec la DeLameter Iron Works, puis la Rider-Ericsson Engine Company. Ce moteur rencontre également le succès, sa production est établie aux États-Unis jusqu'au début de la Première Guerre mondiale. De tous les moteurs à cycle Stirling conçus, il s'agit de la version la plus commune, bien que rare car centenaire ; certains brocanteurs spécialisés dans les moteurs anciens en proposent encore à la vente.

## Caractéristiques
Ses caractéristiques majeures sont : un cycle circulaire non alternatif du gaz ; un échangeur de chaleur à contre-flux ; la possibilité de stocker une différence de pression interne, pour démarrer seul, contrairement au moteur Stirling.

## Fonctionnement
Quatre temps structurent le fonctionnement du moteur :
1. Aspiration de l'air frais et évacuation de l'air chaud ;
2. Mise en pression de l'air frais à température constante ;
3. Chauffage de l'air frais ;
4. Augmentation de la pression et activation du piston grâce à l'air chauffé.

Puis, le cycle recommence.

## Développements actuels & travaux précédents

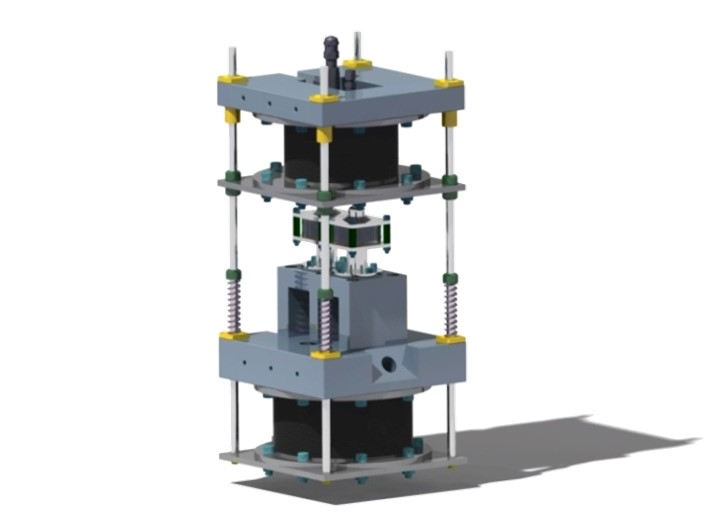
Représentation du moteur Ericsson développé en France par la société d’ingénierie Assystem.

Depuis le début du XXIe siècle, le moteur Ericsson fait l'objet de nouveaux développements, principalement en France.

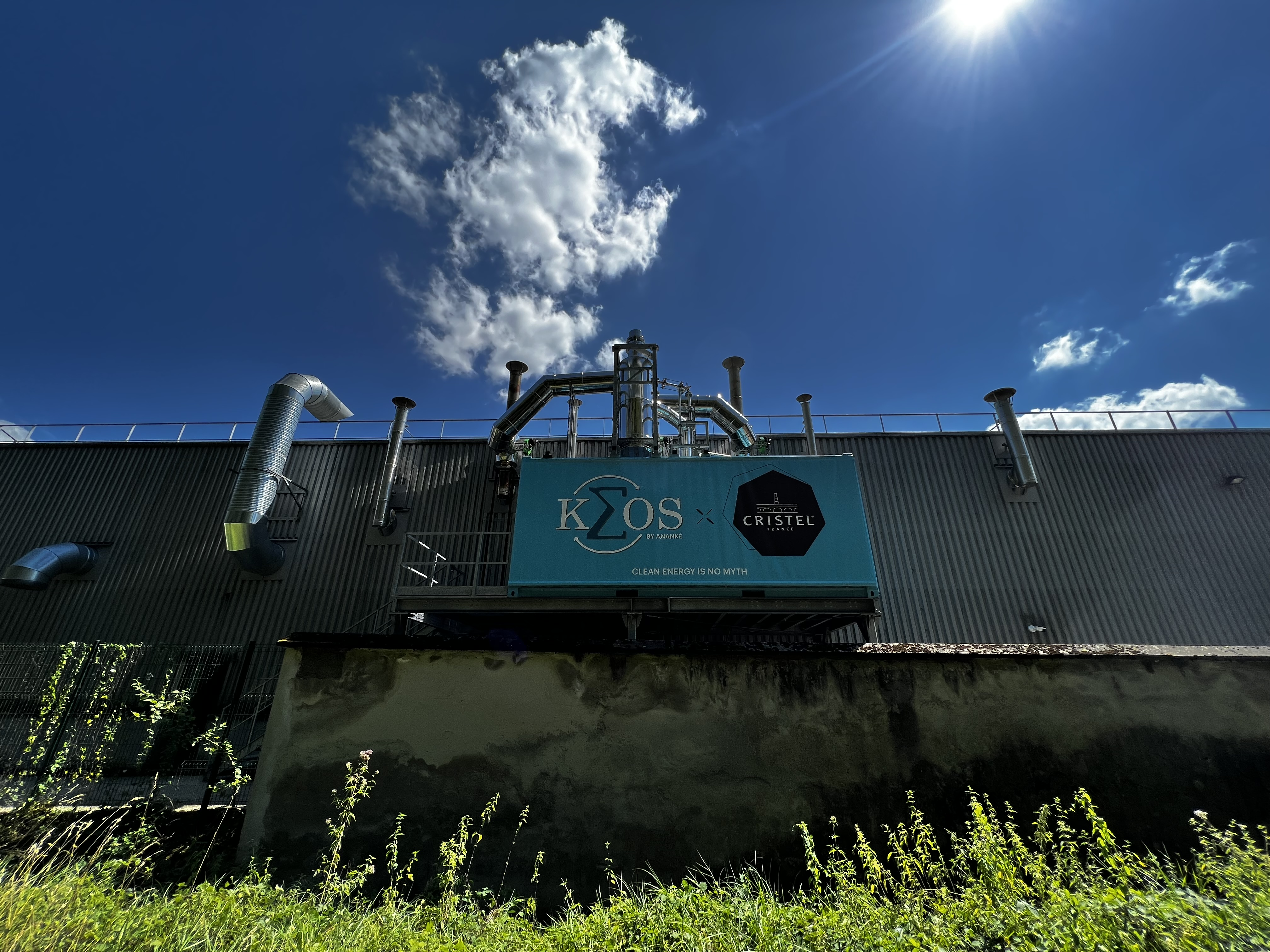
Démonstrateur KEOS, mis en route en février 2022 par ANANKÉ, premier site pilote France dans l'usine de Cristel à Fesches-le-Châtel (Doubs).

En février 2022, la société française ANANKÉ met en route son premier démonstrateur au sein de l'usine de Cristel. Il s'agit d'un moteur Ericsson sous forme de module de cogénération, qui transforme la chaleur fatale industrielle à haute température (supérieure à 450 °C) en chaleur utile et en air comprimé ou électricité.
Plusieurs thèses ont été réalisées au sein du LaTEP de Pau sur des démonstrateurs de machines Ericsson à cycle de Joule,,,. Quelques publications de l'institut FEMSTO-ST en 2015,, 2017 et 2019, complètent le travail de recherche déjà mené[Quoi ?].
En 2008, la société Assystem développe un moteur Ericsson dans le cadre du projet IndEHo. Le 9 mars 2011, elle obtient via Brice Bryon, un brevet pour une machine thermique à cylindrée variable permettant de combiner le fonctionnement en cycles de Joule ou d'Ericsson.
En octobre 2014, dans le cadre du mois des métiers de l'énergie dans le territoire de Belfort, le département énergie du laboratoire Femto-st, partenaire dans le projet Assystem, dévoile un moteur développé par ses étudiants,,,.